# Vikram Seth
  Vikram Seth  (hindi: विक्रम सेठ)  (Calcuta, 20 de juny de 1952) és un novel·lista i poeta indi. Ha escrit diverses novel·les i llibres de poesia. Ha rebut diversos premis incloent Padma Shri, Sahitya Akademi Award, Pravasi Bharatiya Samman, WH Smith Literary Award i Crossword Book Award. Les recopilacions de poemes com Mappings i Beastly Tales són contribucions notables a la poesia índia en llengua anglesa.

## Biografia
Vikram Seth va néixer el 20 de juny de 1952 a Calcuta, Índia. El seu pare, Prem Nath Seth, era un executiu de Liberty Shoes i la seva mare, Leila Seth, barrister (advocada) de formació, es va convertir en la primera dona presidenta del Tribunal Suprem de Delhi.
Va estudiar a St. Michael's High School, Patna i a The Doon School de Dehradun. Després de graduar-se de Doon, Seth va anar a Tonbridge School, Anglaterra, per completar els seus A-level. També estudià a St. Xavier's High School, a Patna. Més tard es traslladà al Regne Unit per estudiar Filosofia, Política i Economia al Corpus Christi College, Oxford. I llavors va doctorar-se en Economica  a la Standford University.
 Després d'haver viscut a Londres durant molts anys, Seth manté residències a prop de Salisbury, Anglaterra, on participa en esdeveniments culturals i locals, havent portat i renovat la casa del poeta anglicà George Herbert el 1996, i a Jaipur, India.
Seth és bisexual. Va mantenir una relació amb el violinista Philippe Honoré durant deu anys i li va dedicar la seva novel·la Una música constant. El 2006, es va convertir en líder de la campanya contra l'article 377 del Codi Penal de l'Índia, una llei contra l'homosexualitat. La seva mare ha escrit sobre la sexualitat de Seth i la seva conformitat a les seves memòries.

## Treballs
Seth ha publicat sis llibres de poesia i tres novel·les. El 1980 va escriure llibre Mappings, de poesia. La publicació d'A Suitable Boy (Un bon partit), una novel·la de 1.349 pàgines, va impulsar a Seth al públic i va guanyar el WH Smith Literary Award el 1993. A Equal Music (Una música constant), publicada el 1999, tracta de la vida amorosa d'un violinista. L'obra de Seth Two Lives publicada el 2005 és una memòria del matrimoni del seu oncle i la seva tia.
A més de The Golden Gate, Seth ha escrit altres obres de poesia com Mappings (1980), The Humble Administrator's Garden (1985), All You Who Sleep Tonight (1990) i Three Chinese Poets (1992). El llibre per a infants, Beastly Tales from Here and There (1992), consta de deu contes sobre animals. Ha escrit un llibre de viatges, From Heaven Lake: Travels through Sinkiang and Tibet (1983), és el relat d'un viatge per Tibet, Xina i Nepal. Vikram Seth també va ser contractat per l'English National Opera per escriure un llibret basat en la llegenda grega d'Aríon i el dofí. L'òpera es va estrenar per primera vegada el juny de 1994.

## Carrera
El seu ex-agent literari Giles Gordon, recordava com va ser la seva entrevista amb Seth per guanyar el lloc de treball:

Vikram es va asseure a un extrem d'una taula llarga i va començar a omplir-nos de preguntes. Va ser absolutament increïble. Volia conèixer els nostres gustos literaris, les nostres opinions sobre la poesia, les nostres opinions sobre obres de teatre i quins novel·listes ens agradaven.
Seth després va explicar a Gordon que havia passat l'entrevista no per consideracions comercials, sinó perquè a diferència dels altres, era l'únic agent que semblava tan interessat en la seva poesia com en la resta de la seva obra. Seth va rebre el que va qualificar com un "avançament absurd per a aquest llibre" (250,000 £ per a Un bon partit), 500,000£ per An Equal Music i 1.4£ milions per Two Lives. Va preparar un poema acròstic per a l'homenatge a Gordon el 2005.
Seth va ser nomenat cavaller de l'Ordre de l'Imperi Britànic el 2001.

### Novel·les
- The Golden Gate (1986)[15]
- A Suitable Boy (1993), traduïda al català com a Un bon partit
- An Equal Music (1999),[16] traduïda al català com a Una música constant (Ed. Anagrama/ Empúries, 2000, ISBN 8475967132)
- A Suitable Girl (upcoming, 2017)

### Poesia
- Mappings (1980)
- The Humble Administrator's Garden (1985)
- All You Who Sleep Tonight (1990)
- Beastly Tales (1991)
- Three Chinese Poets (1992)
- Summer Requiem: A Book of Poems (2012)
- The Frog and the Nightingale (1994)

### Llibres d'infants
- Arion and the Dolphin (1994), traduïda al català com Arió i el dofí (Blume)

### No-ficció
- From Heaven Lake: Travels Through Sinkiang and Tibet (1983), traduïda al català com Des del llac del cel (Ed. Proa)
- Two Lives (2005), traduïda al català com Dues vides (Ed. Empúries)
- The Rivered Earth[17]

## Premis
- 1983 – Thomas Cook Travel Book Award per From Heaven Lake: Travels Through Sinkiang and Tibet
- 1985 – Commonwealth Poetry Prize (Asia) per The Humble Administrator's Garden
- 1988 – Sahitya Akademi Award per The Golden Gate
- 1993 – Irish Times International Fiction Prize (shortlist) per A Suitable Boy
- 1994 – Commonwealth Writers Prize (Overall Winner, Best Book) per A Suitable Boy
- 1994 – WH Smith Literary Award per A Suitable Boy
- 1999 – Crossword Book Award per An Equal Music
- 2001 – Order of the British Empire, cavaller
- 2001 – EMMA (BT Ethnic and Multicultural Media Award) for Best Book/Novel per An Equal Music
- 2005 – Pravasi Bharatiya Samman
- 2007 – Padma Shri a Literature & Education[18]
- 2013 – The 25 Greatest Global Living Legends In India